# Петр (Каратрупкос)
Епи́скоп Пе́тр Каратру́пкос (греч. Επίσκοπος Πέτρος Καρατρούπκος; 1929, Науса, ном Иматия, Центральная Македония — 31 января 2012, там же) — епископ Александрийской православной церкви, титулярный епископ Никопольский.

## Биография
В 1953 году был рукоположен в сан диакона и служил Наусе, Янине и Салониках. Состоял архидиаконом при митрополите Иоаннинском Серафиме (Тикасе).
В 1960 году был рукоположён в сан пресвитера. В 1964 году возведён в сан архимандрита.
В 1966 году окончил богословский факультет Университета Аристотеля в Салониках.
Служил в Верийской митрополии в Наусе, в Американской архиепископии, 25 лет прослужил в Торонтской митрополии Константинопольского Патриархата. Затем перешёл в клир Александрийского Патриархата, где служил протосингелом Карфагенской митрополии с пребыванием в Алжире.
22 февраля 2001 года решением Священного Синода Александрийского Патриархата был единогласно избран епископом Замбийским. 25 февраля состоялась его епископская хиротония, которую возглавил Патриарх Пётр VII.
14 марта 2003 году был почислен на покой по состоянию здоровья и получил титул епископа Никопольского. Служил на Александрийском подворье в Афинах.
В последние два года жизни в жил в своём доме в Наусе, где и скончался 31 января 2012 года. Похоронен 1 февраля того же года в Наусе. На похоронах присутствовал его преемник по Замбийской кафедре Иоаким (Кондовас).